# 八幡原元直
八幡原 元直（やわたはら もとなお）は、戦国時代から江戸時代前期にかけての武将。毛利氏、小早川氏の家臣。父は八幡原備後守。子に志賀元資。

## 生涯
安芸国の国人・毛利氏の家臣で安芸国高田郡古屋村の小野山城を本拠とした八幡原備後守の子として生まれる。
天文18年（1549年）12月13日、毛利隆元から加冠状と「元」の偏諱を与えられて元服し、元直を名乗る。
天文20年（1551年）に毛利隆元の弟・小早川隆景が沼田小早川氏相続すると、天文22年（1553年）3月15日に毛利隆元の命によって小早川隆景の家臣となり、三原要害の在番を命じられた。
天正12年（1584年）5月18日、毛利輝元から「六郎右衛門尉」の官途名を与えられ、慶長2年（1597年）6月12日に隆景が没すると、再び毛利氏家臣に編入された。
元和4年（1618年）2月28日に毛利秀就から豊後守の受領名を与えられ、寛永4年（1627年）2月23日には周防国都濃郡須々万村の内の132石と長門国美祢郡秋吉村の内の68石の合計200石の知行地を嫡男の元資に譲ることを毛利秀就に認められた。
没年は不明。嫡男の元資は後に苗字を「志賀」に改め、以後子孫は志賀氏を称することとなる。